# آخرین روزها (کتاب)
آخرین روزها (پایان سلطنت و درگذشت شاه) نام کتابی است نوشتهٔ هوشنگ نهاوندی وزیر و رئیس دانشگاه دوره پهلوی که در سال ۱۳۸۳ در آمریکا چاپ شده‌است. اصل کتاب به زبان فرانسوی است که بهروز صوراسرافیل و مریم سیحون به پارسی برگردانده‌اند. این کتاب به شرح وقایع سال‌های پایانی پادشاهی محمدرضا شاه پهلوی و سپس خروج او از ایران و مرگ وی در مصر می‌پردازد.